# Pyractomena borealis
Pyractomena borealis är en skalbaggsart som först beskrevs av Randall 1828.  Pyractomena borealis ingår i släktet Pyractomena och familjen lysmaskar. Inga underarter finns listade i Catalogue of Life.

## Bildgalleri

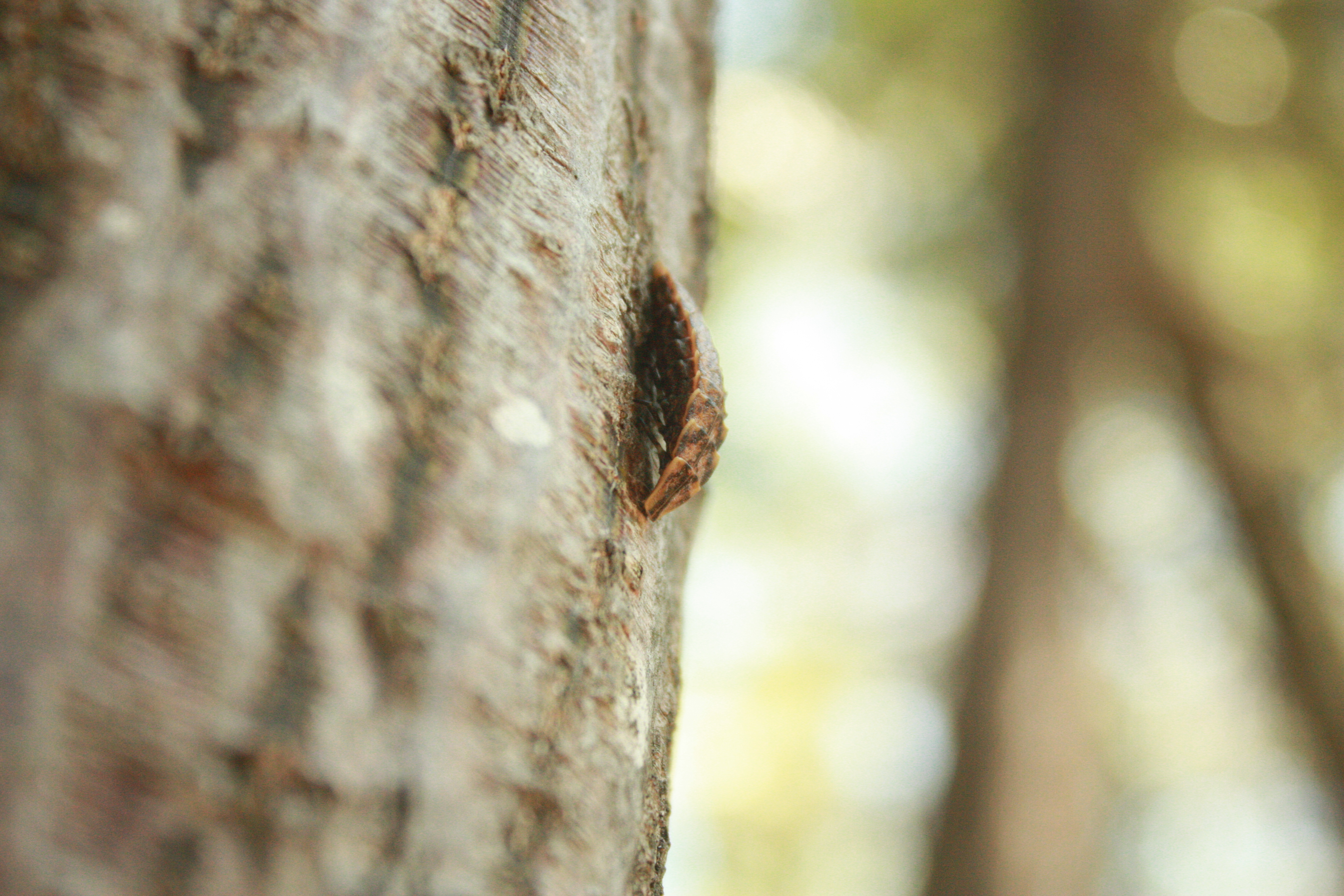
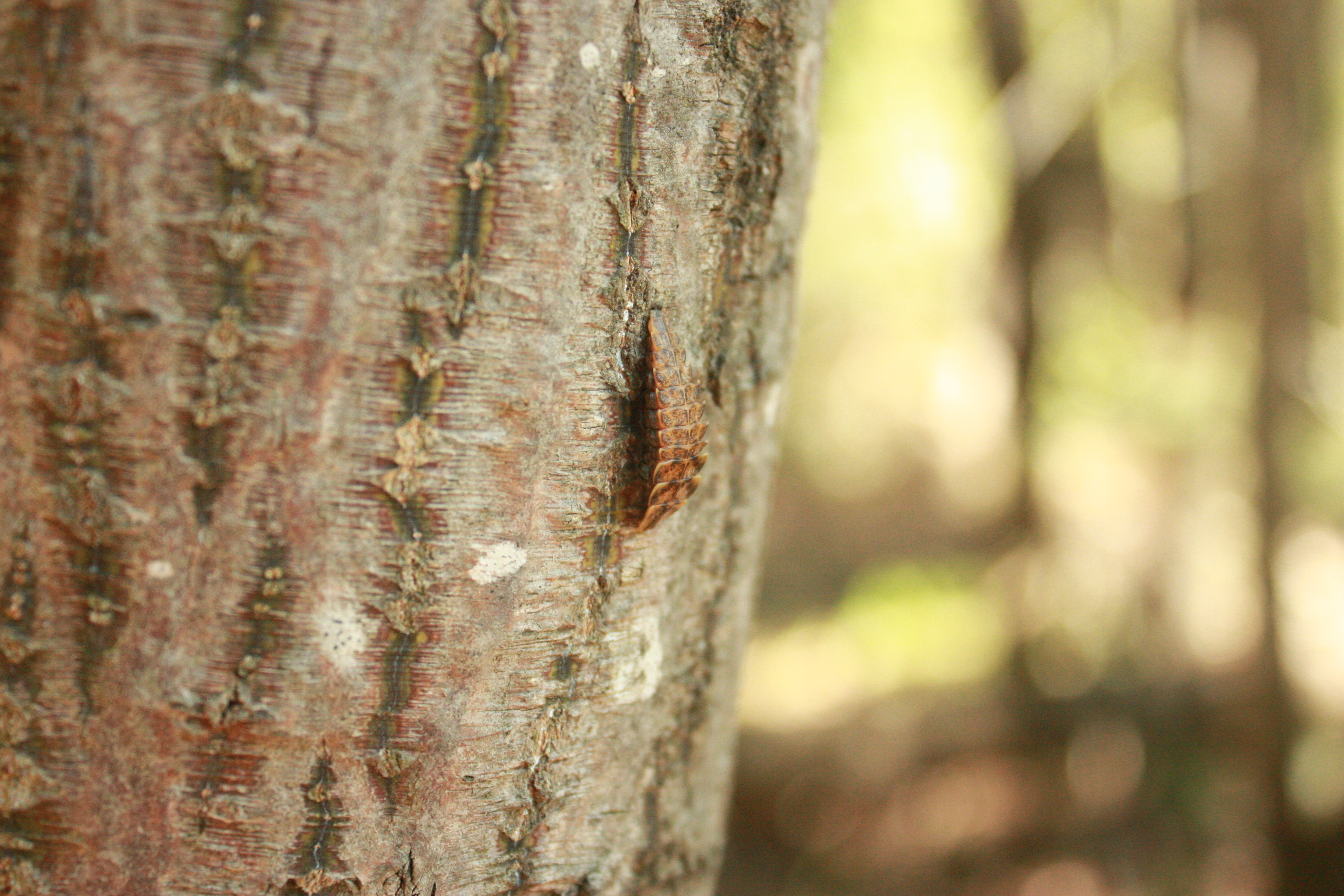